# Cuneris Petri
Cuneris Petri, également appelé Koen Pieters, (né à Louvain, mort à Cologne le 15 février 1580 ) a été le deuxième et dernier évêque du diocèse de Leeuwarden
Le 15 mars 1560, Remi Drieux est nommé par Philippe II d'Espagne, sur recommandation d'Antoine Perrenot de Granvelle, à l'évêché de Léwaerde (Frise), sans pour autant être consacré évêque. Le diocèse de Léwaerde avait été créé par le roi dans le but de tenir tête à l'hérésie. Confirmé par le pape le 8 août 1561, Drieux accepte sa nomination à contre-cœur, sous la pression du cardinal Granvelle.
Cependant, Drieux doit faire face à une solide opposition de la part des États de la Frise et du clergé frison qui empêchent son installation. Le Remi Drieux ne sera finalement jamais capable de prendre possession de son diocèse. Pendant ce temps, la Réforme pénètre progressivement en Frise.
Soutenu par Laurens Mets, commissaire de Ferdinand Alvare de Tolède, Cuneris Petri tente une forme de « coup d'état » et réussit à s'emparer de l'évêché. Il s'installe dans le Blokhuis de Léwaerde. 
L'évêque commence alors à travailler pour que toutes les églises de son diocèse se conforment aux exigences du Concile de Trente.  L'église Saint-Guy d'Oldehove est même victime de l'iconoclasme calviniste en 1566. Cependant la résistance à la Réforme augmente pendant son épiscopat. Il est nommé officiellement évêque en 1569 par Pie V, lorsque Remi Drieux (évêque de Léwaerde en titre) est nommé évêque de Bruges.
Finalement, le clergé se retourne contre lui et Petri doit fuir en Allemagne en 1579. Il s'installe à Cologne, où il mourut moins d'un an plus tard juste après avoir été nommé évêque auxiliaire de Münster.